# Canal Eslavo Internacional
Canal Eslavo Internacional (SCI; en ucraniano Міжнародний Слов'янський Канал, Mizhnarodni Slov'yanski Kanal) es la cadena de televisión de Ucrania. La empresa fue fundada el 14 de diciembre de 1994.